# تشاد كراندل
تشاد كراندل (بالإنجليزية: Chad Crandell)‏ هو لاعب كرة قدم أمريكي، ولد في 8 يوليو 1975 في دي موين في الولايات المتحدة. لعب مع Wilmington Hammerheads FC ‏.